# Associazione filatelica numismatica scaligera
LAssociazione filatelica numismatica scaligera si costituì il 2 luglio 1933. Al momento della fondazione l'associazione contava sedici soci, con presidente Renzo Bernardelli e con sede a Verona. Nello stesso anno entrò a far parte della Federazione tra le società filateliche italiane.
Due volte l'anno, a maggio ed a novembre, l'associazione organizza una manifestazione denominata Veronafil, che a novembre 2018 vede programmata la sua 131ª edizione.
Tra i grandi eventi organizzati dalla società si annoverano:
- Verona '80: manifestazione filatelica nazionale, svolta in collaborazione con le Poste italiane e la Federazione fra le società filateliche italiane.
- Verona '84: fase finale della Giornata nazionale della filatelia del 1984.
- Verona '96: mostra di filatelia tematica e campionato di storia postale, aerofilatelia, interofilia.

Tra le tematiche trattate dall'associazione durante Veronafil figurano la storia postale classica, la filatelia moderna e la filatelia fiscale.